# ルサイル
ルサイル（アラビア語: لوسيل, lūsayl/lūsail, ルーサイル）（英語: Lusail）は、カタールの計画都市。アッ＝ザアーインの南部の海岸に位置している。ドーハ中心部の北方約23km、ウェストベイ・ラグーンのすぐ北に位置しており、面積は38㎢、最終的には45万人を収容可能なインフラが整備される予定である（居住者は25万人以下、19万人はオフィスワーカー、6万人が小売業従事者の想定）。
マリーナ、住宅地、アイランドリゾート、商業地区、高級ショッピング街とレジャー施設、ゴルフコース、人工島、およびエンターテイメント地区などが計画されている。2021年現在、都市建設は進行中であり、カタール投資庁傘下の不動産会社カタール・ディアがパーソンズ社およびドルシュグループとともに開発を主導している。
また、ルサイルはカタールワールドカップ開催予定地（ホストシティー）の1つであり、開幕戦と決勝戦の開催を予定している。

## 名称・語源
カタールで見られる花を咲かせる珍しい植物の名前 لُوسَيْل（lūsayl/lūsail, ルーサイル）が由来。市章もこのルーサイル（ルサイル）をモチーフとしている。
計画都市としての公式サイトが採用している英字表記はLusail。
口語（方言）寄りの現地発音ではルーセイル、ルーセール、ローサイル、ローセイル、ローセール等と聞こえることもあり、Luseil、Lusel、Losail、Loseilといった英字表記がネット上に並存する原因となっている。

## 歴史

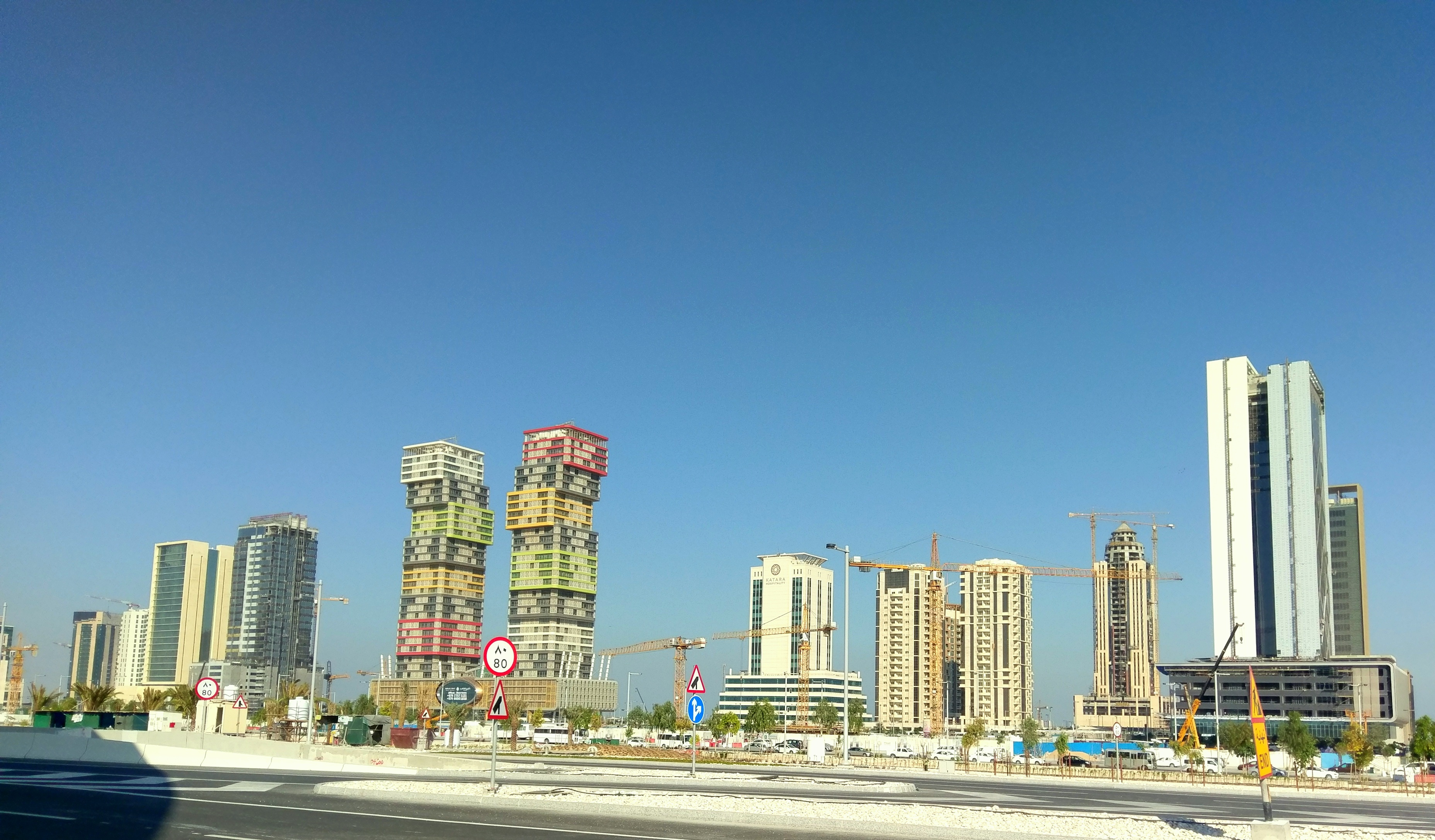
都市建設中のルサイル

1908年、J.G.ロリマーは著書「ペルシャ湾地名集（Gazetteer of the Persian Gulf, Oman and Central Arabia）」にルサイルのことを記述している。ロリマーは「地名集」1904年版の中で、1903年にシェイフ・ジャースィムが少数の連合部族と共にルサイルに最初に定住したと述べている。シェイフ・ジャースィムは1913年7月に亡くなり、ルサイルに埋葬されている。また、「創設者の砦」として知られる砦は、彼の活動の拠点であり、カタールの重要な文化財となっている。
2005年、初めてルサイル市の開発計画が発表された。2002年の閣議決定により、ルサイルはその郊外のアルカラエジとジャバルトゥアイレブとともに、カタールでは初めて外国人が不動産を所有可能な地域となった。2013年12月、カタール・ディアはルサイルの80％以上の区画が既に販売済みと発表した。また、2018年4月にはインフラ計画の80％以上が完了したとの発表があった。

## 地理

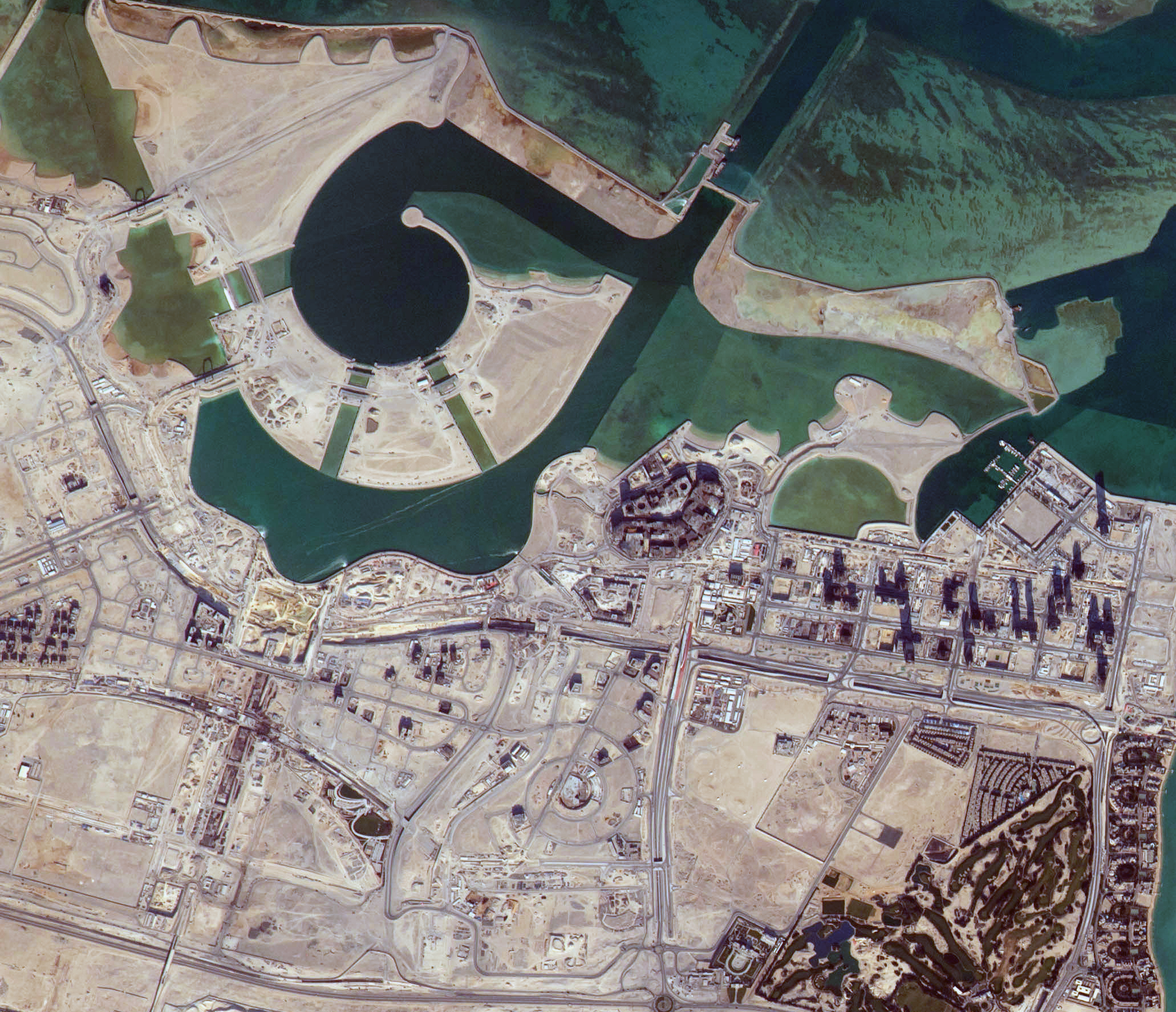
ルサイルとアル＝エイガの衛星写真

ルサイルの範囲は、東はペルシャ湾まで、西はアルコールコーストロードまでで、ドーハのザ・リッツ・カールトンホテルの北約7kmまでである。なお、ドーハ・ゴルフクラブがあるアルエグラ地区は市の範囲の外である。
ルサイル開発以前より市域の南部に位置していた2つの近くの集落、アルカラエジとジャバルトゥアイレブ（フォックスヒルズ）は、独立した地区としてルサイルに組み込まれた。プロジェクトが開始されたとき、これらの地域に居住者はおらず、開発前のこの地域にはオーレドゥー駅、セメント工場と3つの農場しかなかった。また、この地域ではしばしば若者がオフロードスポーツをしており、時には塩原に廃棄物を投棄していた。その他、市北部には放棄された漁村が多数ある。
この地域の地下水質は悪く、また、ペルシャ湾沿岸部の地下水位は海抜1メートルで東から西に流れている。塩分レベルは東側が高く40pptで、西部では18pptとなっている。農業用としては塩分濃度が高過ぎ、この地域では耐塩性や耐干ばつ性の植物しか育たない。また、市域内の地理調査で25種の植物が見つかったが、これらはすべて半島の他の場所でもよく見られる種である
当初の環境影響評価の際、この地域にいる哺乳類は地元の農場で飼育されている犬とラクダだけだった。ただし、カタールではよく見られるトゲオアガマなど、何種類かのヘビとトカゲは生息していた。また、この地域の干潟には9種類の鳥が生息していることが確認された。干潟地域の草の被覆率は30％未満であり、また草は砂の含有含有量が多い土壌で多く見られる。

## スポーツ
ルサイル・アイコニック・スタジアムは80,000人超の収容能力があり、2022年のカタールワールドカップの開幕戦と決勝戦の会場である。スタジアムのデザインは、この街が東海岸のドーハの北側に位置し歴史的に真珠船の焦点だったため、伝統的なダウ船の帆から着想を得ている。 FIFAワールドカップの後、スタジアムは他のスポーツや文化イベントに使用される予定である。設計は、マニカ・アーキテクチャとフォスター・アンド・パートナーズである。
ルサイル・スポーツ・アリーナもまた市内のスポーツ施設であり、2015年世界男子ハンドボール選手権の会場となった。建設費は3億1800万ドル、収容人数は15,300人、2012年に開場した。
また、市域のすぐ外には2004年から毎年カタールグランプリを開催するルサイル・インターナショナル・サーキットがある。 2007年からMotoGP世界選手権の開幕戦の会場となり、2008年には投光照明が設置され、唯一夜に開催レースとなっている。2019年春にはルサイル市マリーナプロムナードでカタールディアトライアスロンが開催された。このイベントでは参加者と観客がルサイル市を訪れる機会となっている。

## 産業

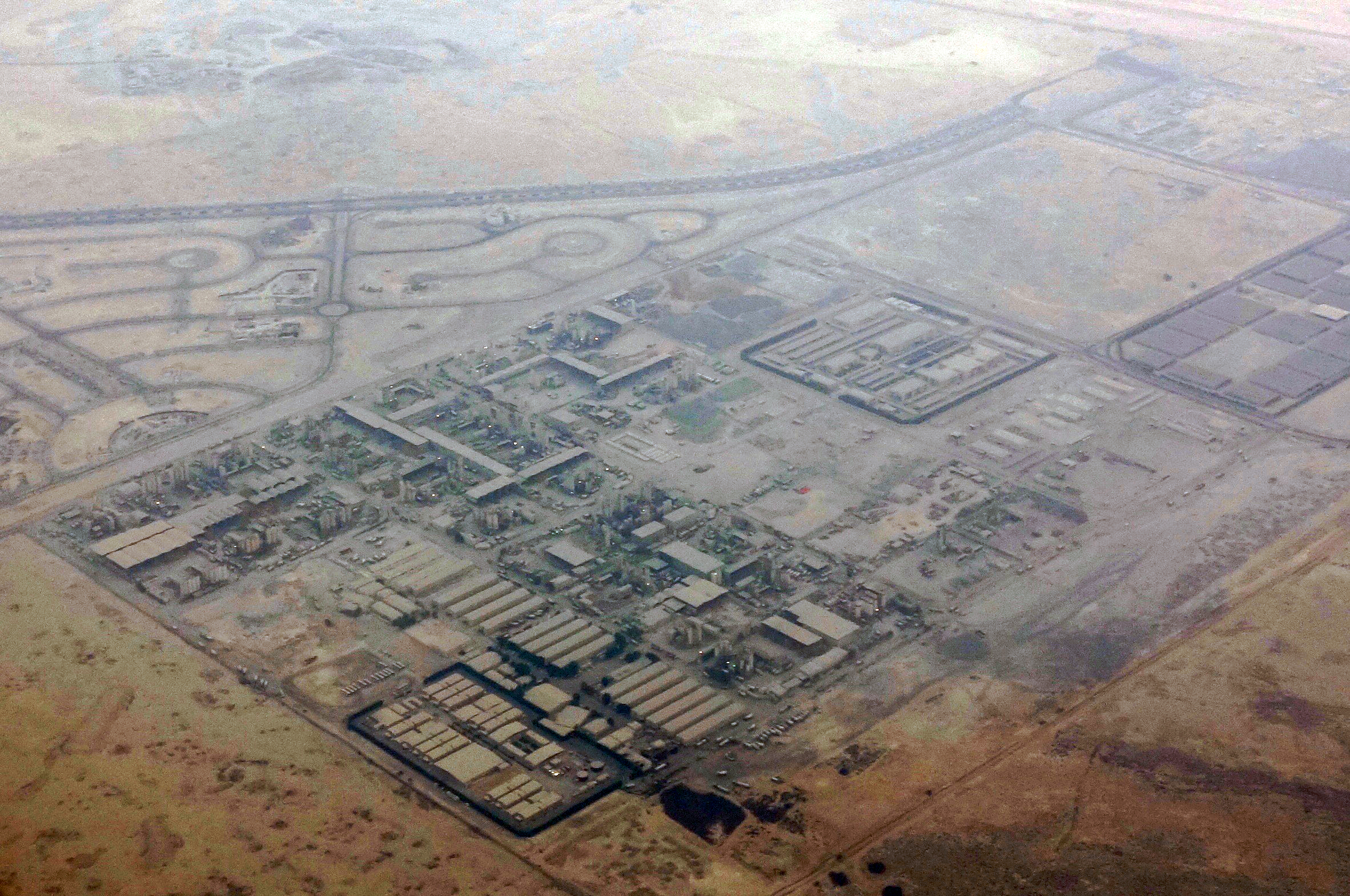
ルサイルの産業の航空写真

ルサイルには、多くの非エネルギー関連企業も本社を置いている。ホテルの運営と開発を行っているカタラホスピタリティは、カタールディア不動産投資会社としてこの都市に拠点を置いており、その子会社も同様である。ルサイル不動産開発会社や公益事業会社マラフェクカタールなどもこの都市に拠点を置いている。カタールディアは、2005年にルサイル市開発プロジェクトの立ち上げを担当している。
ルサイルの工業地域には多くの建設会社がある。 Lusail Ready-Mix Batching Plant Zoneでは、2つのレディーミクストコンクリート処理プラントがQatar Alpha Beton Ready Mixによって、1つのレディーミクストコンクリート処理プラントがSMEETによって運営されており、REDECOはプレキャストコンクリートプラントを所有している。カタールコンクリートは生コンクリート処理プラントを持っており 、HBKReMIXは生コンクリート工場を運営している。

## 教育
ルサイルのマスタープランでは、市は最終的に26,000人の学生を収容できる36の学校を設置することとなっている。 ルサイル市不動産開発は、校舎に75,000m²以上を持つ学校をの開設を予定しており、2019年までに開校する予定である。

## インフラ

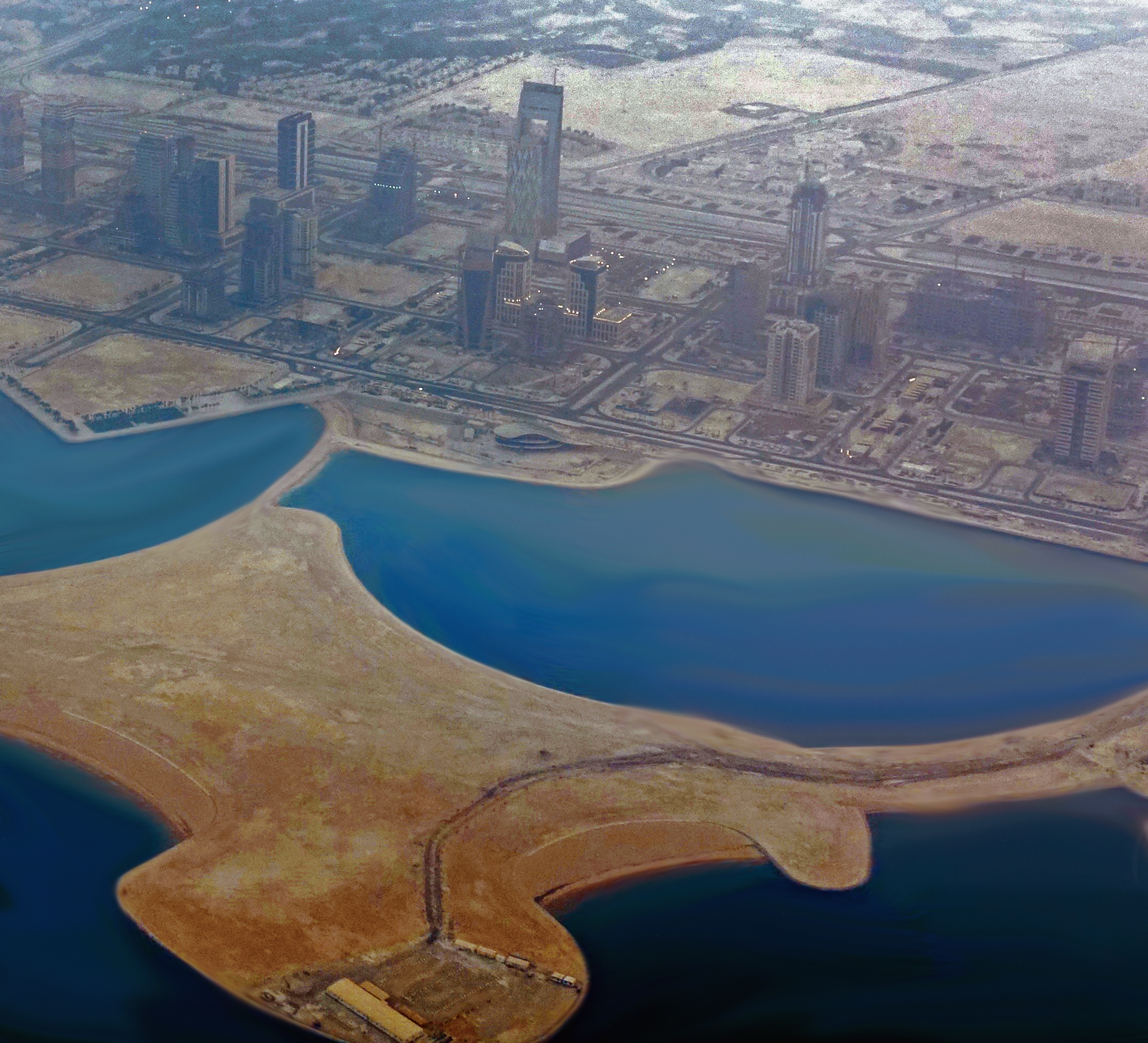
2017年のルサイル島とケタイファン島の航空写真

### 公益事業
ガスパイプラインのネットワークにてルサイルに合成天然ガス（SNG）を運んでいる。それらは全長150km²以上のガスパイプラインによって分配され、LusailCity GasFarmにより最大28,000 m3 / hrの天然ガスが供給されている。ルサイルのSNGシステムの開発は、オマーンのNational GasCompanyとカタールのPetroServLimitedとの合弁で実施された。発電関係では、66kVおよび11kVの変電所を建設予定で、後者は特殊な構造で地下に建設される。66kV変電設備の一部は、ルサイル本土からケタイファン諸島を接続する海底共同溝に設置される予定である。

### 緑地
ルサイルは各地区に多数の公共公園がある。たとえば、フォックスヒルズ地区には、約10.3ヘクタールの緑地を持つ33の公園があり、大規模公園の1つはクレセントパークと呼ばれている。この公園には、森林地帯、遊び場、親水施設、自転車道、キオスク、モニュメント、スポーツフィールドがある。また、ポケットガーデンと呼ばれるより施設の少ない中小規模の公園もいくつかある。これらのうち18はマリーナ地区にあり、全体では26,000m²以上の広さがある。また、マリーナ地区には、ウォーターフロントに沿って約3kmの遊歩道がある。

### 交通

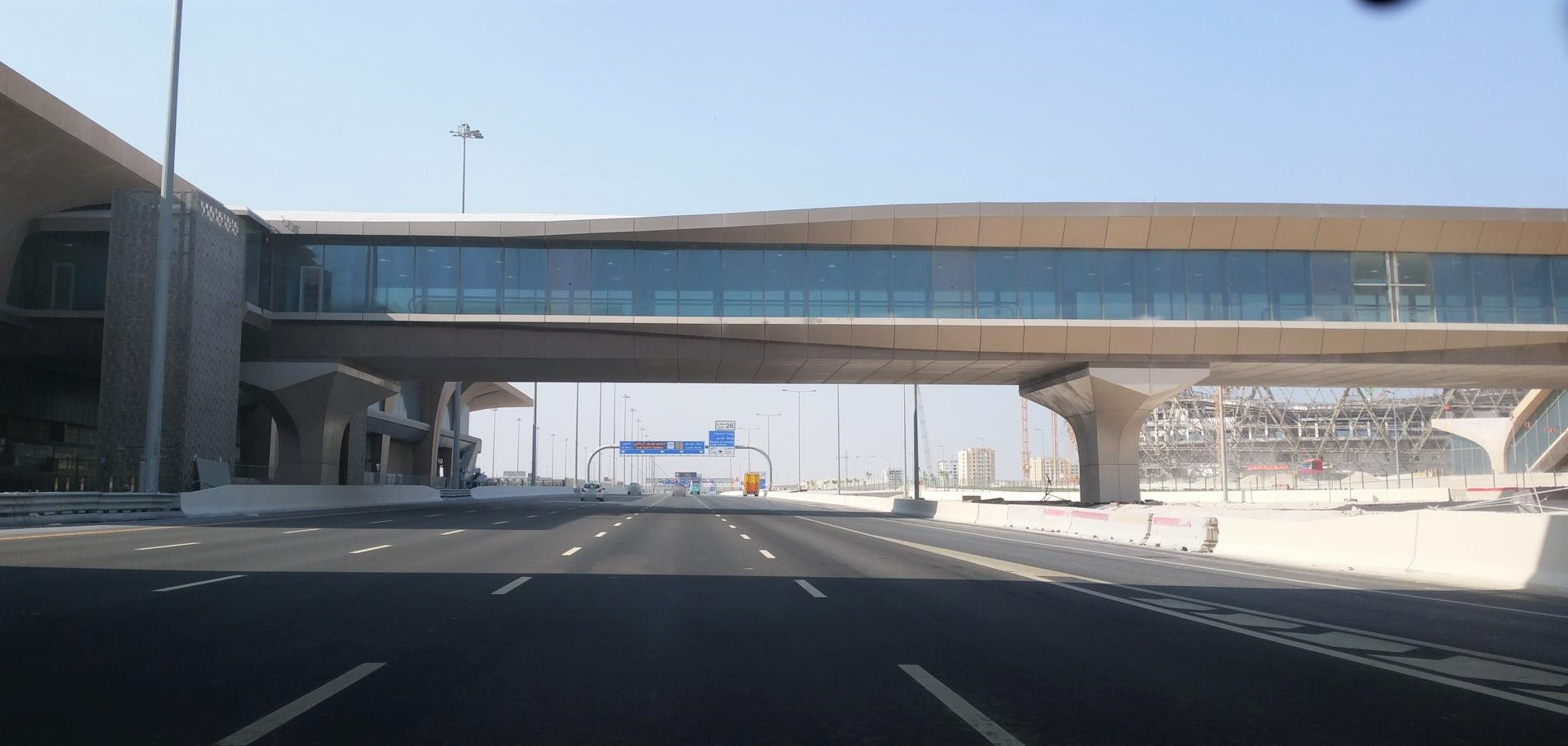
地下鉄ルサイル駅と建設中のルサイル・アイコニック・スタジアム

ルサイルの交通は6つの主要道路によって南のドーハと接続ししており、それらは市域東部と北部のルサイル高速道路や西部のアルホール高速道路と接続している。
ルサイルからドーハやアル＝ワクラには、ドーハメトロのレッドラインを利用してアクセスすることが出来る。レッドラインが13駅で開業した6ヶ月後の2019年12月10日、他の3駅とともにルサイル駅が開業した。駅はアルコール沿岸道路（ルートQ1Aとしても知られている）上にあり、レッドラインの北側の終着駅である。ドーハメトロのメトロリンクが駅を整備している

カタール・レールはルサイルLRTの建設を進めている。2007年8月に最初の設計がなされたルサイルLRTは、総延長33.1 km（地下10.4 km、地上22.7km）の規模を持ち、ルサイル中央駅とルサイルマリーナ駅を経由してドーハメトロレッドラインに接続する予定である。

### 住宅と宿泊施設
計画完了時、ルサイルは25万人の居住者人口を擁する予定である。また、将来的には、その数は45万人に増加すると考えられている。現在、市内に開業済みまたは建設中のホテルが22軒ある。
カタラ・ホスピタリティは、2017年10月にウォーターパークと4つ星ホテルで構成される高級リゾートをケタイファン島北部に建設すると発表した。カタラ・ホスピタリティによる別のプロジェクト「カタラタワーズ」は、2012年10月に22億カタール・リヤルの予算でか開始されたが、2つのホテル、高級マンション、その他の施設を備えるこのプロジェクトは、短期間で凍結された。しかしながら、同社は2017年8月にプロジェクトを再開し、2020年の完成を予定している。